# Versus Production
 (juillet 2024).
Si vous disposez d'ouvrages ou d'articles de référence ou si vous connaissez des sites web de qualité traitant du thème abordé ici, merci de compléter l'article en donnant les références utiles à sa vérifiabilité et en les liant à la section « Notes et références ».
Versus Production est une société de production cinématographique belge, créée le 9 avril 1999 par Jacques-Henri et Olivier Bronckart. Son siège social se situe à Liège, en Belgique.

## Filmographie

### Longs métrages
- 2003 : Mariées mais pas trop de Catherine Corsini, en coproduction avec Les Films Pelléas
- 2004 : Ultranova de Bouli Lanners
- 2006 : Cages de Olivier Masset-Depasse
- 2006 : Indigènes de Rachid Bouchareb en coproduction avec Tessalit Productions et Kiss Films
- 2006 : Élève libre de Joachim Lafosse
- 2006 : Le Dernier des fous de Laurent Achard, en coproduction avec Agat Films
- 2007 : Voleurs de chevaux de Micha Wald
- 2008 : Unspoken de Fien Troch en coproduction avec Prime Time et Motel Films
- 2008 : Eldorado de Bouli Lanners
- 2009 : L'Autre Monde de Gilles Marchand en coproduction avec Haut et Court
- 2009 : Les Folles Aventures de Simon Konianski de Micha Wald
- 2009 : La Famille Wolberg d'Axelle Ropert en coproduction avec Les Films Pelléas
- 2010 : Krach de Fabrice Genestal en coproduction avec Cine Nomine et Caramel Films
- 2010 : Illégal d'Olivier Masset-Depasse
- 2011 : Téléphone arabe de Sameh Zoabi en coproduction avec Méroé Films et Lama Films
- 2011 : L'Envahisseur de Nicolas Provost en coproduction avec Prime Time et Hepp Fims
- 2011 : Les Géants de Bouli Lanners
- 2012 : À perdre la raison de Joachim Lafosse
- 2012 : Pauline détective de Marc Fitoussi en coproduction avec Haut et Court
- 2012 : Little Black Spiders de Patrice Toye en coproduction avec Prime Time
- 2013 : Henri de Yolande Moreau en coproduction avec Christmas in July et Prime Time
- 2013 : Baby Balloon de Stefan Liberski
- 2013 : Une place sur la Terre de Fabienne Godet en coproduction avec Le Bureau Films
- 2013 : La Religieuse de Guillaume Nicloux en coproduction avec Les films du Worso
- 2013 : Mariage à Mendoza d'Édouard Deluc en coproduction avec Bizibi France et Campo Cine
- 2013 : Kid de Fien Troch en coproduction avec Prime Time
- 2014 : Tokyo Fiancée de Stefan Liberski
- 2014 : Bouboule de Bruno Deville en coproduction avec Cab Productions
- 2014 : Mon amie Victoria de Jean-Paul Civeyrac en coproduction avec Les Films Pelléas
- 2015 : Je suis mort mais j'ai des amis de Guillaume Malandrin et Stéphane Malandrin
- 2015 : La Dame dans l'auto avec des lunettes et un fusil de Joann Sfar en coproduction avec Waiting for cinema et Aliléceo
- 2015 : Coup de chaud de Raphaël Jacoulot  en coproduction avec TS productions
- 2015 : Une famille à louer de Jean-Pierre Améris en coproduction avec Pan-Européenne
- 2016 : Les Chevaliers blancs de Joachim Lafosse en coproduction avec Les films du Worso
- 2016 : Les Premiers, les Derniers de Bouli Lanners en coproduction avec ADCB Films et Prime Time
- 2016 : Éperdument de Pierre Godeau en coproduction avec Pan-Européenne
- 2016 : L'Odyssée de Jérôme Salle en coproduction avec Pan-Européenne et Fidélité Productions
- 2016 : Maman a tort de Marc Fitoussi en coproduction avec Avenue B Productions
- 2016 : Une vie de Stéphane Brizé en coproduction avec TS Productions
- 2016 : L'Économie du couple de Joachim Lafosse en coproduction avec Les films du Worso et Prime Time
- 2017 : Home de Fien Troch en coproduction avec Augenschein et Prime Time
- 2017 : Si j'étais un homme d' Audrey Dana en coproduction avec Curiosa films et Fidélité Productions et TF1 Films Production
- 2017 : Sage-femme de Martin Provost en coproduction avec Curisoa films
- 2017 : Lola Pater de Nadir Moknèche en coproduction avec Blue Monday[Lequel ?]
- 2017 : Numéro une de Tonie Marshall en coproduction avec Tabo Tabo Films
- 2017 : Un beau soleil intérieur de Claire Denis en coproduction avec Curiosa films
- 2017 : Momo de Vincent Lobelle en coproduction avec Curiosa films
- 2017 : Le Semeur de Marine Francen en coproduction avec Les films du Worso
- 2017 : Les Gardiennes de Xavier Beauvois en coproduction avec Les films du Worso et Rita Productions
- 2017 : Knock de Lorraine Lévy en coproduction avec Curiosa Films et Moana films et Fidélité Productions
- 2017 : Tueurs de François Troukens et Jean-François Hensgens en coproduction avec Capture The Flag Films et Savage Film
- 2018 : La Douleur d' Emmanuel Finkiel en coproduction avec les Films du Poisson
- 2018 : Frères ennemis de David Oelhoffen en coproduction avec One World Films
- 2018 : Amoureux de ma femme de Daniel Auteuil en coproduction avec Curiosa films
- 2018 : Fleuve noir d' Érick Zonca en coproduction avec Curiosa films
- 2018 : Le vent tourne de Bettina Oberli en coproduction avec Rita Productions
- 2018 : La Prière de Cédric Kahn en coproduction avec Les films du Worso
- 2019 : Continuer de Joachim Lafosse en coproduction avec Les films du Worso
- 2019[réf. nécessaire] : Duelles d'Olivier Masset-Depasse en coproduction avec Pan-Européenne
- 2019 : Raoul Taburin de Pierre Godeau en coproduction avec Pan-Européenne
- 2019 : Qui a tué Lady Winsley ? d' Hiner Saleem en coproduction avec Agat Films
- 2019 : Convoi exceptionnel de Bertrand Blier en coproduction avec Curiosa films
- 2019 : L'Intervention de Fred Grivois en coproduction avec Capture The Flag Films
- 2019 : The Room de Christian Volckman en coproduction avec Les Films du Poisson et Bidibul Productions
- 2019 : Filles de joie de Frédéric Fonteyne et Anne Paulicevich en coproduction avec Les Films du Poisson
- 2019 : Passion simple de Danielle Arbid en coproduction avec Les Films Pelléas
- 2022 : La Nuit du 12 de Dominik Moll en coproduction avec Haut et Court
- 2023 : Largo Winch 3 : Le Prix de l’argent d'Olivier Masset-Depasse
- 2024 : Vermiglio ou La Mariée des montagnes de Maura Delpero

### Documentaires
- 2000 : Optimum d'Henry Colomer
- 2001 : La Chambre noire de Jérusalem d' Akram Safadi
- 2002 : Corps Accords de Michel Follin
- 2002 : Aux frontières de Danielle Arbid
- 2002 : Seule avec la guerre de Danielle Arbid

### Courts métrages
- 2000 : Le Fruit défendu de Joël Warnant
- 2000 : La Grimace de Jacques Donjean
- 2001 : Muno de Bouli Lanners
- 2004 : Alice et Moi de Micha Wald
- 2005 : 1 clé pour 2 de Delphine Noels
- 2006 : Induction de Nicolas Provost
- 2006 : Aïe de Virginie Gourmel
- 2007 : Stagman de Virginie Gourmel
- 2007 : Ni oui ni nom de Delphine Noels
- 2013 : Après 3 minutes de Dimitri Linder
- 2014 : Carnage-Terminus de Christophe Gilbert Lequarré
- 2015 : Mémoires sélectives de Pauline Etienne-Offret et Rafaella Houstan-Hasaerts
- 2015 : Caïds de François Troukens
- 2016 : Caverne de Delphine Girard
- 2017 : Remember me de Fabrice Murgia
- 2018 : Kaniama Show de Baloji Tshiani
- 2019 : Une sœur de Delphine Girard